# NGC 4717
NGC 4717 este o galaxie spirală situată în constelația Fecioara. A fost descoperită în 12 aprilie 1882 de către Ernst Wilhelm Tempel. Se află la o distanță de 65,85 de megaparseci de Pământ.